# Valeri Khalílov
Valeri Mikhàilovitx Khalílov, rus: Вале́рий Миха́йлович Хали́лов, (30 de gener de 1952, Termez, RSS de l'Uzbekistan - 25 de desembre del 2016, zona de la mar Negra prop de la ciutat de Sotxi, Rússia) fou un director d'orquestra i compositor rus. Fou cap i director artístic del Cor de l'Exèrcit Roig (abril-desembre 2016), cap militar i director del Servei d'Orquestres Militars de les Forces Armades de la Federació de Rússia (2002-2016). Tinent General (2010). Membre de la Unió de Compositors de Rússia i Artista del Poble de Rússia (2014).

## Biografia

### Joventut
Nascut en la família d'un director d'orquestra militar, Valeri Khalílov va començar a estudiar música a quatre anys. Va continuar la seva educació a l'Escola de Música Militar de Moscou (ara rebatejada com a Escola de Música Militar de Moscou V. M. Khalílov) i a la facultat de directors d'orquestra del Conservatori Txaikovski de Moscou.

### Carrera militar
Després de completar els seus estudis, Valeri Khalílov va ser nomenat director d'orquestra de l'Institut Superior de Comandaments Militars de Defensa Aèria Ràdio-Electrònica Puixkin.
El 1980, l'orquestra dirigida per Valeri Khalílov va guanyar el primer lloc en el concurs d'orquestres militars del Districte Militar de Leningrad. Com a resultat, va ser nomenat professor de la càtedra de direcció d'orquestra i després president del Departament de Música Militar al Conservatori Txaikovski de Moscou. n 1984, Valery Khalilov va ser transferida a l'organisme de comandament del servei de músiques militars del Ministeri de Defensa de la Unió Soviètica.
Cap del Servei de Músiques Militars de les Forces Armades de la Federació Russa i cap d'orquestra militar principal del 2002 al 2016, continuà la seva carrera com a director d'orquestra militar al capdavant del Conjunt Aleksàndrov.
Des de 2007, el general Khalílov fou el director musical del Festival Internacional de Música Militar «Spásskaia bàixnia» (Torre Spásskaia). També fou mestre emèrit de les arts de Rússia, membre de la Unió de Compositors de Rússia, mestre emèrit de la Societat Russa de Música. El seu treball com a compositor es relaciona principalment amb la música de vent.
El general Khalílov feu diverses gires amb l'orquestra central del Ministeri de Defensa de les Forces Armades de la Federació de Rússia a les guarnicions més allunyades del país i a l'estranger: Austràlia, Bèlgica, Hongria, Alemanya, RPX, Líban, Mongòlia, Polònia, Estats Units, Finlàndia, França, Suïssa i Suècia.

### Decés
Valeri Khalílov va morir el 25 de desembre de 2016 en un accident aeri a Sotxi d'un avió del Ministeri de Defensa de Rússia que es dirigia cap a la base aèria de Hmeimim, a Síria. Juntament amb ell, van morir 91 persones més, incloent 64 artistes del Conjunt Aleksàndrov que dirigia. Les seves restes foren identificades, després del corresponent examen genètic, el gener de 2017. Va ser enterrat el 16 de gener de 2017, segons la seva voluntat, al pogost d'Arkhànguelsk, situat al raion de Kirjatxski de l'óblast de Vladímir.

## Llegat
Per ordre del Govern de la Federació de Rússia amb data del 30 de desembre de 2016, el nom de Valeri Khalílov va ser assignat a l'Escola de Música Militar de Moscou.
Per decret del Cap de la República de Tuvà, Xolban Kara-óol, del 7 de gener de 2017, el nom de Valeri Mikhàilovitx Khalílov va ser conferit a la Societat Filharmònica de l'Estat de Tuvà.
L'Orquestra Militar Central del Ministeri de Defensa de Rússia va oferir diversos concerts dedicats a la memòria de Valeri Khalílov.
L'11 de juny de 2018, a Tambov, l'escultor Aleksandr Mirónov va erigir el primer monument de tota Rússia dedicat a Khalílov. L'escultura adorna la plaça, que els tambovites anomenen la "Plaça dels directors d'orquestres militars", atès que hi ha monuments dedicats als compositors militars Vassili Agapkin i Ilià Xatrov.